# Maison de Raeve
La « Maison de Raeve » est une maison de style baroque située au numéro 3 de la rue de la Tête d'Or à Bruxelles, à côté de la « Maison de la Tête d'Or » et à quelques mètres la Grand-Place de Bruxelles en Belgique.

## Historique
La maison « de Raeve » était, tout comme sa voisine la « Maison de la Tête d'Or », la propriété de la corporation des Boulangers.
Après la destruction des maisons de la Grand-Place lors du bombardement de la ville par les troupes françaises commandées par le maréchal de Villeroy en août 1695, la corporation des Boulangers la vendit à G.Priens, qui la reconstruisit en 1696.
Cette maison est donc strictement contemporaine des maisons de la Grand-Place.
Le millésime de 1696 est mentionné en chiffres romains sur les allèges des fenêtres du deuxième étage.
La façade fut restaurée en 1954 selon les plans de l'architecte P. Libert.

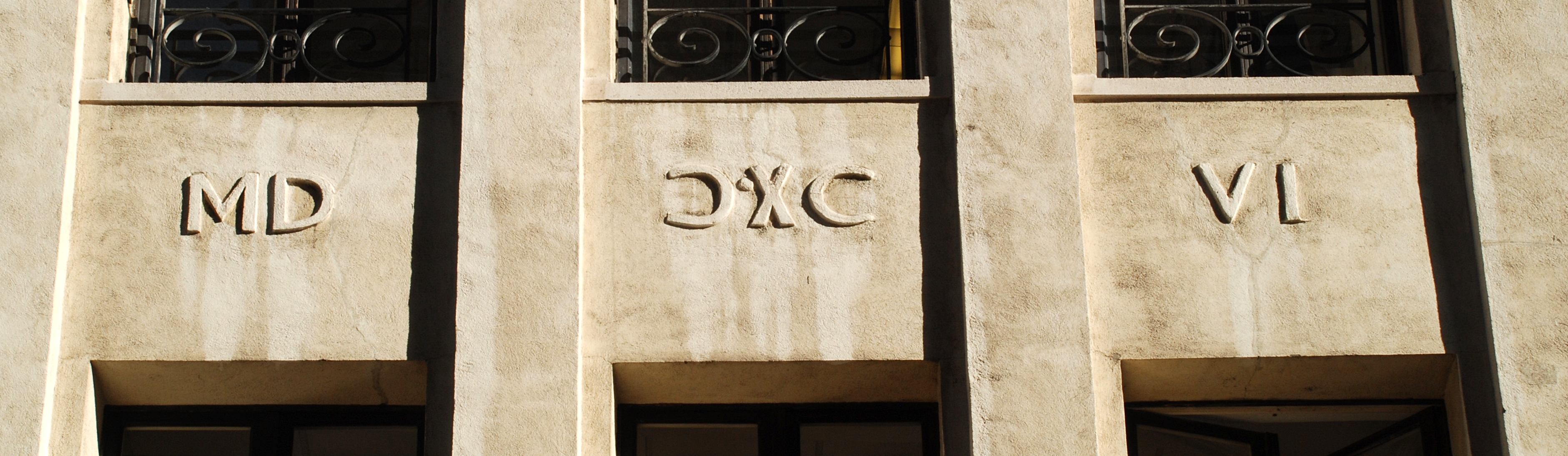
Le millésime de 1696 en chiffres romains.

## Architecture

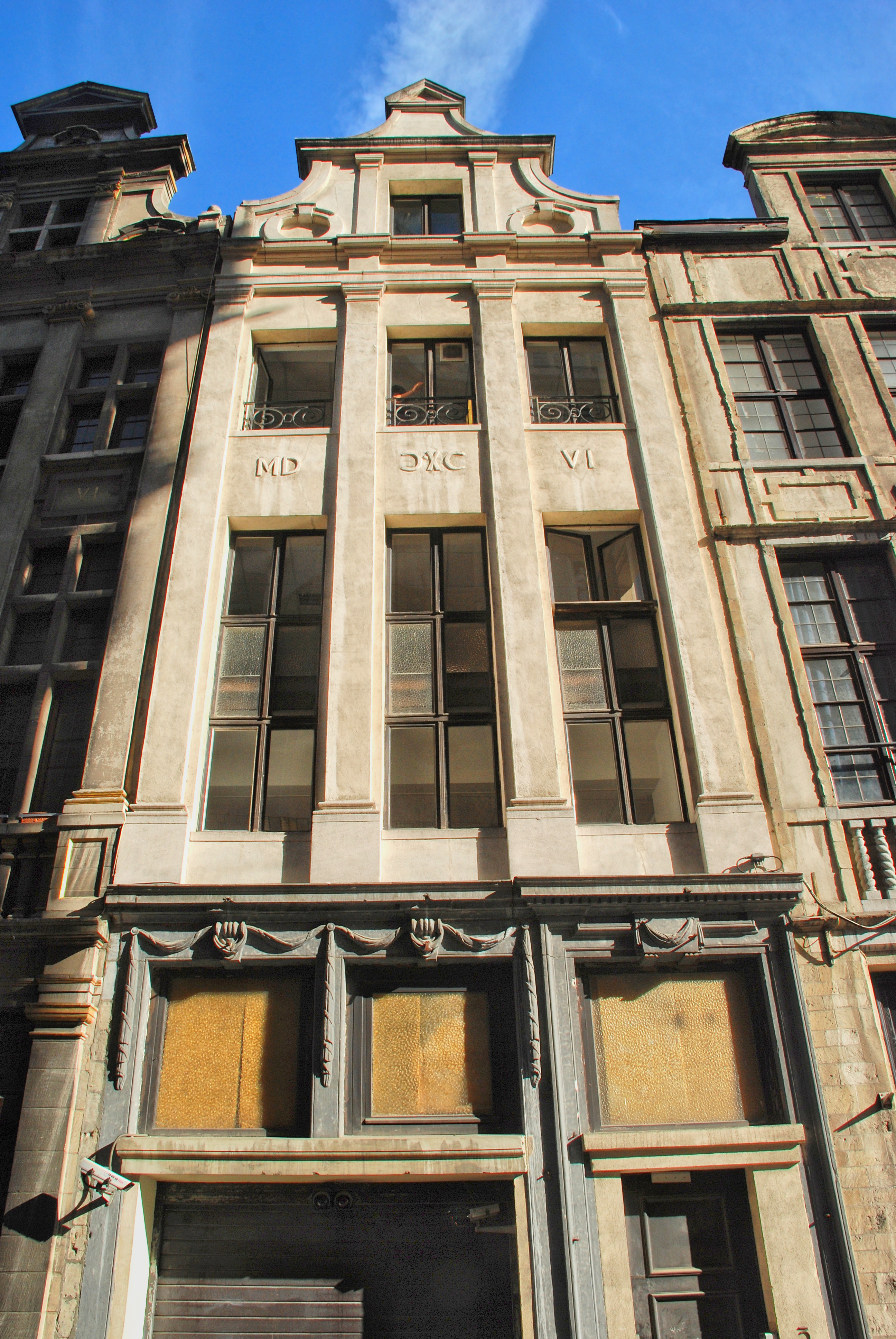

La maison possède une façade enduite comportant trois travées et constituée d'un rez-de-chaussée, un entresol, deux étages et un pignon baroque.
Le rez-de-chaussée, dénaturé par une porte de garage, est surmonté d'un entresol présentant une décoration ajoutée à la fin du XVIIIe siècle.
Le premier et le deuxième étage sont réunis par des pilastres d'ordre colossal qui confèrent à la façade une envolée majestueuse.
Les étages sont percés de grandes fenêtres à croisillons et à allèges plates, dont celles du deuxième étage portent le millésime de l'année de reconstruction de l'édifice : « MD / CXC / VI » (avec un C retourné devant le X).
Les grands pilastres qui rythment la façade sont surmontés de chapiteaux toscans qui supportent un entablement dans lequel les pilastres se prolongent, les chapiteaux toscans étant répétés au niveau de la corniche.
La façade est couronnée par un beau pignon baroque composé de deux registres. Le premier registre comporte une fenêtre rectangulaire centrale encadrée de deux pilastres toscans et de deux oculi à clé et larmier en saillie. Le deuxième registre du pignon est sommé d'un petit fronton triangulaire.